# Zębiełek sułtański
Zębiełek sułtański (Crocidura baluensis) – gatunek ssaka z rodziny ryjówkowatych (Soricidae). Występuje endemicznie w Malezji na Kinabalu. Zamieszkuje górskie lasy. Zagrożeniem dla tego gatunku jest ograniczony zasięg występowania i skutki zmian klimatycznych.